# Categoría monoidal
En matemáticas una categoría monoidal o categoría tensorial es una categoría C junto con un bifuntor
⊗ : C × C → C
Que es asociativo bajo isomorfismo natural y un objeto I que actúa como objeto neutro o identidad por la izquierda y la derecha para ⊗ bajo isomorfismo natural (los isomorfismos natural asociados son llamados naturales porque juntos satisfacen ciertas condiciones de coherencia que nos dicen que todos los diagramas relevantes conmutan). Categorías monoidales son el análogo categórico de monoides en álgebra abstracta.
El producto tensorial ordinario entre espacios vectoriales, grupos abelianos, R-módulos o anillos conmutativos sirven para dar estructura a las categorías asociadas de categoría monoidal. Las categorías monoidales pueden ser vistas como una generalización de estos y muchos otros ejemplos.
En teoría de categorías las categorías monoidales pueden ser usadas para definir el concepto de objeto monoide y una acción asociada en los objetos de la categoría. También son usadas en la definición de categoría enriquecida.
Categorías monoidales tienen numerosas aplicaciones fuera de la teoría de categorías por ejemplo se utilizan para definir modelos en la parte multiplicativa de la lógica intuicionista lineal. También forman la fundación matemática para el orden topológico en materia condensada. Categorías monoidales trensadas tienen aplicaciones en Teoría cuántica de campos y teoría de cuerdas.

## Definición
Una categoría monoidal es una categoría {\displaystyle \mathbf {C} } con lo siguiente:
- Un bifuntor {\displaystyle \otimes \colon \mathbf {C} \times \mathbf {C} \to \mathbf {C} } llamado producto tensorial o producto monoidal
- Un objeto {\displaystyle I} el objeto identidad o el objeto unidad
- Tres isomorfismos naturales sujetos a condiciones de coherencia que esencialmente expresan el hecho de que la operación tensor:
  - Es asociativa: Existe un isomorfismo natural α llamado asociador con componentes {\displaystyle \alpha _{A,B,C}\colon (A\otimes B)\otimes C\cong A\otimes (B\otimes C)}.
  - Tiene a {\displaystyle I} como identidad por la izquierda y derecha: Existen dos isomorfismos naturales {\displaystyle \lambda } y {\displaystyle \rho }, respectivamente llamados unifuntor izquierdo y derecho con componentes {\displaystyle \lambda _{A}\colon I\otimes A\cong A} y {\displaystyle \rho _{A}\colon A\otimes I\cong A}.

Las condiciones de coherencia para estos tres isomorfismos naturales son:
- Para todo {\displaystyle A}, {\displaystyle B}, {\displaystyle C} y {\displaystyle D} in {\displaystyle \mathbf {C} }, el diagrama

conmuta.
- Para todo {\displaystyle A} y {\displaystyle B} en {\displaystyle \mathbf {C} }, el diagrama

conmuta.
De estas tres condiciones se sigue que cualquier diagrama de este tipo (i.e. un diagrama cuyos morfismos son formados usando {\displaystyle \alpha }, {\displaystyle \lambda }, {\displaystyle \rho }, identidades y producto tensorial) conmuta; este es el teorema de coherencia de Mac Lane.
Una categoría monoidal estricta es una categoría monoidal en el cual los isomorfismos naturales α, λ y ρ son identidades.

## Ejemplos
- Cualquier categoría con productos finitos es monoidal con el producto como producto tensorial y el objeto final como el objeto identidad. Tal categoría es usualmente llamada categoría monoidal cartesiana
- Dualmente cualquier categoría con coproductos finitos es monoidal con el coproducto como producto tensorial y el objeto inicial como el objeto identidad.
- R-Mod la categoría de módulos sobre un anillo conmutativo R es una categoría monoidal usando el producto tensorial de módulos ⊗R como el producto monoidal. Como casos particulares tenemos:
  - K-Vect la categoría de espacios vectoriales sobre un campo K con el espacio vectorial de dimensión uno K usado como objeto identidad.
  - Ab la categoría de grupos abelianos con el grupo de enteros Z como el objeto identidad.
- Para cualquier anillo conmutativo R, la categoría de R-algebras es monoidal con el producto tensorial de álgebras como el producto monoidal y R como objeto identidad.
- La categoría de todos los endofuntores de una categoría C es una categoría monoidal estricta, con la composicíón de funtores como el producto y el funtor identidad como objeto identidad.

## Categoría monoidal estricta libre
Para cualquier categoría C la categoría monoidal libre Σ(C) puede ser construida como sigue:
- Sus objetos son sucesiones finitas A1, ..., An de objetos de C.
- Existen flechas entre dos objetos A1, ..., Am y B1, ..., Bn si y solo si m = n, y entonces las flechas son sucesiones finitas de flechas f1: A1 → B1, ..., fn: An → Bn de C.
- El producto tensorial de dos objetos A1, ..., An y B1, ..., Bm es la concatenación A1, ..., An, B1, ..., Bm de las dos sucesiones finitas y de forma el producto tensorial de dos morfismos está dado por la concatenación de sus sucesiones finitas de morfismos correspondientes.